# 瓦爾科角
瓦爾科角（英語：Varcoe Headland），是南極洲的海岬，位於羅斯島西部，海拔高度34米，由新西蘭地理委員會命名，以該國南極研究人員命名，現時由南極條約體系管理。